# Aleksandra Prykowska
Aleksandra Prykowska (ur. 15 grudnia 1986) – polska aktorka telewizyjna, teatralna i filmowa.

## Życiorys
Ukończyła studia na Akademii Teatralnej w Warszawie. Od tego czasu występuje gościnnie w Teatrze Narodowym w Warszawie. Wzięła udział w spektaklach: "Marat/Sade" w reżyserii Mai Kleczewskiej, "Kazimierz i Karolina" w reżyserii Gábora Zsámbéki oraz "Księżniczka na opak wywrócona" w reżyserii Jana Englerta. W roku 2009 wystąpiła na scenie Teatru Wielkiego – Opery Narodowej w "Borysie Godunowie" w reżyserii Mariusza Trelińskiego.
Zagrała w filmie Mariusza Malca Oni szli szarymi szeregami (2010), grała w nim Basię Sapińską, ukochaną Aleksego Dawidowskiego zwanego Alkiem. Grała także w serialach telewizyjnych.

## Filmografia
- 2008: Bar (etiuda szkolna) – niecierpliwa dziewczyna
- 2009: Sprawiedliwi- Hanna Latejner, żona Henryka (odc.1,4-5)
- 2009: Akademia – obsada aktorska (odc.5)
- 2010: Usta usta – Kasia, sekretarka Krzysztofa (odc.1,4-5,8)
- 2010: Oni szli szarymi szeregami – Barbara Sapińska
- 2011: Rezydencja – Viola Stelmach
- 2011–2012: Pierwsza miłość – Ewa Piotrowska, studentka robotyki, dziewczyna Błażeja Króla
- 2013: Drogówka – obsada aktorska
- 2014: Zabójcza pewność – Estelle
- 2014: Komisarz Alex – Jolka, partnerka Jacka Lemana (odc.69)
- 2014: Dzień dobry, kocham cię! – pielęgniarka
- 2016: Singielka – Anna Malinowska (odc.86)
- 2017: M jak miłość – Majka, koleżanka Olgi (odc.1294)